# Ръждив кълвач
Ръждивите кълвачи (Micropternus brachyurus) са вид дребни птици от семейство Кълвачови (Picidae), единствен представител на род Micropternus.
Разпространени са в горите на Югоизточна и Южна Азия. Имат ръждивокафяв цвят с тъмна ивица при очите и удължен и леко извит надолу клюн. Хранят се главно с мравки.